# Perlesta nelsoni
Perlesta nelsoni és una espècie d'insecte plecòpter pertanyent a la família dels pèrlids.

## Distribució geogràfica
Es troba a Nord-amèrica: Carolina del Nord, Pennsilvània, Carolina del Sud, Tennessee i Virgínia Occidental.